# فيصل عبد الحسن
فيصل عبد الحسن محيي الدين السعد (14 ديسمبر 1942) شاعر عراقي. ولد في البصرة. درس في جامعة بيروت العربية، ولكنه لم يكمل دراسته. عمل في الصحافة مدة طويلة. من دواوينه الشعريّة آلام الزمن المعتم 1970 وأمل أغنية قبل الموت 1975 ودفتر الحزن 1977 والآثار الكاملة 1979 وأغاني التراب 1983 وأمطار الصمود 1991 والدهشة.

## سيرته
ولد فيصل عبد الحسن حاجم في مدينة البصرة جنوبي العراق في يوم 14 ديسمبر 1953 في مدينة الفيصلية، وهو الابن الأوسط لعبدالحسن حاتم أبو جده الحاج حاجم بن الحاج حسين، وأبو جد جده المشهور بالحاج حسن الكعبي، أحد شيوخ أفخاذ كعب العربية. انتقلت عائلته وهو في سن العاشرة من منطقة الرباط الكبير إلى مدينة الأصمعي الجديد، وهناك عاش فيصل معظم سنوات صباه وشبابه، ومال لكتابة الأدب في هذه المدينة التي ضمت الطبقات الوسطى، والموظفين من أهل البصرة، وعندما بلغ عمره السابعة عشرة فازت إحدى قصصه المعنونة «الطير» بالجائزة الكبرى للمدارس الإعدادية في العراق عام 1970 بالرغم من تخصصه في الدراسة بالفرع العلمي من الدراسة الإعدادية.. كان ذلك الفوز، وفي ذلك العمر المبكر تشجيعًا له ليبدأ بنشر قصصه القصيرة في مجلة البيان الكويتية، فكانت المجلة تنشر له شهريًا إحدى قصصه القصيرة، وكان يستعين بمبلغ المكافأة الشهرية لشراء الكتب، وزيادة ثقافته الأدبية والفنية، فقرأ لتولستوي، وقرأ جميع أعمال فيدور دوستيوفسكي، وتورجنيف ومكسيم غوركي وأرنست همنغواي، وجيمس جويس والبورتومافيا، جان بول سارتر، ووليم سارويان، وهنري باربوس، وقرأ معظم ما كتب وترجم عن المسرح اليوناني والعالمي وقرأ في الفلسفة وعلم الاجتماع، وزداد نشره لقصصه في مختلف المجلات العربية الثقافية، حتى أنه كان شهريًا يغطي مصروفاته الشخصية بمكافآت ما ينشر وإن كانت مكافآت النشر في ذلك الوقت ضئيلة.

ما أن أكمل دراسته الثانوية، وحصل على درجات عالية في امتحان البكالوريا أهلته للقبول في كلية الطب، لكنه فضل إكمال دراسته في كلية الهندسة، كونها كلية فيها من أعمال الفكر، والإبداع أكثر مما في الطب، وأقل منها من مواد تتطلب الحفظ والتلقين، وأيضا لكون الدراسة في كلية الطب كانت ست سنوات بينما كانت مدة الدراسة في كلية الهندسة أربع سنوات فقط بعد البكالوريا، وكان بأمسِّ الحاجة للحصول على وظيفة تتيح له الاهتمام بأسرته وتطوير مواهبه الأدبية، فتخرج عام 1978 من كلية الهندسة بميزة جيد جدًا، وتوظف في إحدى دوائر وزارة الإسكان والتعمير في مدينة البصرة... وخلال السنوات التالية أصدر الكاتب العديد من المجموعات القصصية، والأعمال الروائية التي فازت إحداها رواية «أقصى الجنوب» بالجائزة الأولى في العراق عام 1989 تحدث فيها الكاتب عن معاناة أهل جنوب العراق خلال فترة الحرب العراقية الإيرانية 1980-1988... غادر العراق عام 1995 وبعد أن تنقل بين العواصم والمدن العربية: عمان، القاهرة، طرابلس، سبها، وتونس، انتقل إلى المملكة المغربية عام 1997 وأقام في مدينتي الدار البيضاء والرباط للوقت الحالي، وله المجموعات القصصية المطبوعة «العروس» 1986، «ربيع كاذب» 1987، «جنود» عام 1988 «أعمامي اللصوص» 2002، و«بستان العاشقين» عام 2013 إضافة إلى سبع روايات منشورة منها «الليل والنهار» 1985، و«أقصى الجنوب» 1989، و«عراقيون أجناب» 1999، و«سنوات كازابلانكا» 2011، و«تحيا الحياة» 2014 وروايتان قصيرتان «سنام الصحراء» 1983، و«فردوس مغلق» 1984.

شارك فيصل عبد الحسن في عدة دورات في الإعلام والصحافة ووسائل الطباعة والمنشورات في البصرة وبغداد بين عامي 1980-1984، وهو يعمل في الصحافة العراقية والدولية منذ عام 1980 وحتى اليوم الحالي.